# 索诺木达希
索诺木达希（约1888年—?），又译索南扎希（藏語：བསོད་ནམས་བཀྲ་ཤིས་，威利转写：sod nam dra shi），青海蒙古族，中华民国大陆时期青海政治人物。

## 生平
索诺木达希大约生于1888年（清朝光绪十四年）。1934年4月20日，出任蒙古地方自治政务委员会委员，任至1936年4月30日。1946年作为代表出席了制宪国民大会。1949年10月，在青海省首届各族各界人民代表会议上，索诺木达希当选为青海省人民政府委员。